# Johannes Heberling

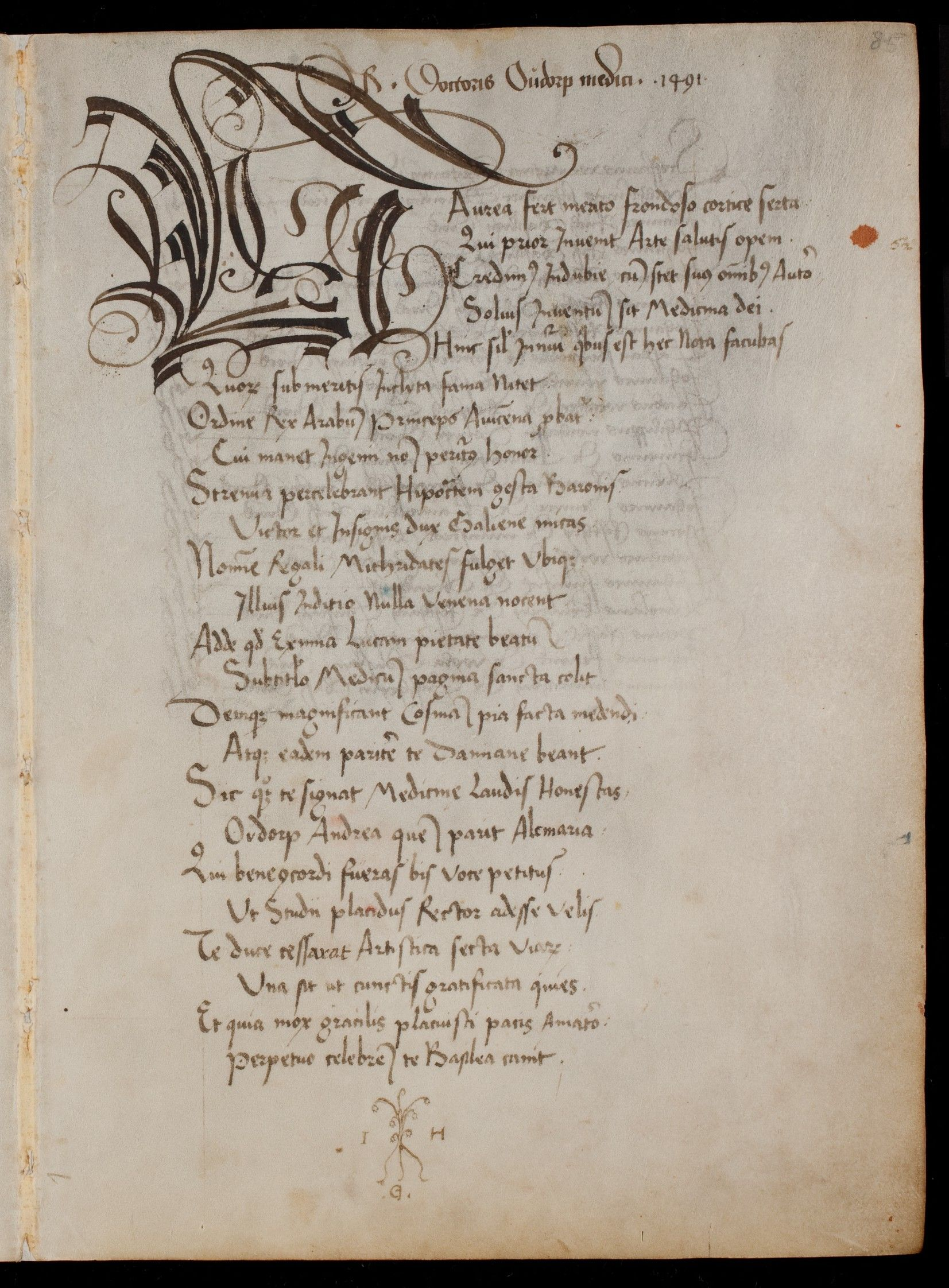
Autographer Eintrag in die Basler Matrikel 1491, signiert: I(ohannes) H(eberling) G(amundianus)

Johannes Heberling (* um 1460 in Schwäbisch Gmünd; † nicht vor 1512 vermutlich in Dole) war ein deutscher Humanist und Mediziner.

## Leben und Wirken
Der aus einer vornehmen Gmünder Familie stammende Johannes Heberling wurde 1475 an der Universität Basel eingeschrieben, wo er 1477 Baccalaureus und 1479 Magister der „via moderna“ wurde. Er war 1488 und 1491 Dekan der Modernisten innerhalb der Artistenfakultät und ist 1491 als Regens der Burse im Kollegiumsgebäude bezeugt. Mehrfach trug er eigenhändig lateinische Gedichte in die Universitätsmatrikel ein. Fünf Briefe Heberlings an Johann Amerbach in Basel  aus den Jahren 1492 bis 1511 sind erhalten geblieben. Sein Schüler Wilhelm Kopp sagt in einem Brief an Johannes Reuchlin vom 25. August 1514, Reuchlin habe Heberling damals in Basel unterrichtet.
Bald nach 1491 begab sich Heberling nach Dole, denn am 1. Oktober 1492 unterzeichnete er seine Schrift über die Pest (De epidimiae morbo), die um 1500 in Lyon erstmals gedruckt wurde, als „artium et medicine doctor, universitatis Dolane phisicus ordinarius“ (der Künste und der Medizin Doktor, ordentlicher Arzt der Universität Dole). Er war nicht nur Universitätsarzt, sondern hat auch an der Hochschule gelehrt. 1512 erhielt er vom dortigen Parlament eine Zuwendung unter anderem für das Übersetzen von Dokumenten aus dem Deutschen – das letzte bekannte Lebenszeugnis.
Johannes Heberling hatte mehrere Kinder. An ihn erinnert die Rue Jean Heberling in Dole.